# ویلیام آسلر
سر ویلیام آسلر، (به انگلیسی: Sir William Osler, 1st Baronet) (زاده ۱۲ ژوئیهٔ ۱۸۴۹ - درگذشته ۲۹ دسامبر ۱۹۱۹)، پزشک سرشناس کانادایی و از بنیانگذاران بیمارستان جانز هاپکینز و اولین طراح دوره‌های دستیاری برای پزشکان بود. از وی به عنوان پزشکِ پزشکان (Doctor's doctor)، پدر پزشکی مدرن و یکی از تاثیرگذارترین پزشکان همه تاریخ یاد می‌شود. آسلر بیشتر در زمینهطب داخلی، آسیب‌شناسی، تاریخ و نویسندگی فعالیت داشته‌است.

## فعالیت‌ها

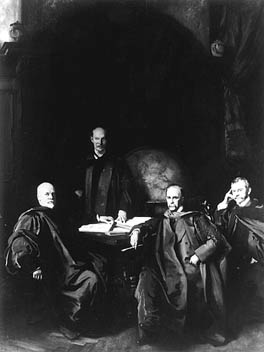
چهار پزشک بنینانگذار بیمارستان جانز هاپکینز

آسلر پس از تکمیل تحصیلات تکمیلی پزشکی در اروپا در دانشکده پزشکی دانشگاه مک‌گیل شروع به کار کرد. او در آنجا اولین ژورنال کلاب‌های ساختاریافته را راه‌اندازی کرد. او در سال ۱۸۸۴ به عنوان ریاست دپارتمان پزشکی در دانشگاه پنسیلوانیا یکی از هفت نفر هیئت مؤسس انجمن پزشکی آمریکا بود. در سال ۱۸۸۹ به عنوان رئیس بخش داخلی در بیمارستان جانز هاپکینز شروع به کار کرد و چند سال بعد در ۱۸۹۳ دانشکده پزشکی جانز هاپکینز را راه‌اندازی کرده و به عنوان استاد بیماری‌های داخلی به طبابت و آموزش مشغول شد.

## تأثیرات
در برنامه‌های آموزشی پزشکی هنوز هم شیوه خاصی از آموزش مرکزیت دارد که به مکتب اوسلری معروف است. ویلیام آسلر که پزشک و آموزگار برجسته‌ای بود نوشته‌است: «این یک قانون ایمن است که هیچ آموزش کتابی بدون بیمار انجام نشود، چرا که همیشه بهترین آموزش آن است که توسط خود مریض صورت گیرد.» این مکتب به دلیل آنکه در عمل مؤثر بوده همچنین ادامه یافته و از پایه‌های اصلی برنامه‌های آموزشی پزشکی محسوب می‌شود.
وی معتقد بود:
کسی که بدون کتاب‌ها به آموختن علم پزشکی بپردازد مانند کسی است که در دریایی ناشناخته دریانوردی می‌کند، اما کسی که بدون آموزش بالینی و معاینه بیمار به آموختن پزشکی بپردازد مانند کسی است اصلاً به دریا نرفته‌است!